# Эн (река)
Эн (фр. Ain) — река во Франции, в регионах Бургундия — Франш-Конте и Овернь — Рона — Альпы. Длина 190 км. Площадь бассейна 3765 км².
Находится на востоке страны. Эн является одним из правых притоков реки Рона. Река берёт своё начало на высоте около 700 метров, вблизи деревни Ла Favière, в южной части гор Юра и впадает в Рону примерно в 40 км выше Лиона.
Река Эн с зимним паводком, с декабря по март включительно, максимум — в январе-феврале. Самый низкий уровень воды в реке летом, в период с июля по сентябрь включительно.
На реке Энн около двух десятков водопадов. Согласно «ЭСБЕ», самые значительные из них у Пор-де-ла-Сэс, 16 метров высоты и 132 метра ширины, и у Ла-Порт-де-л’Эн, 17 метров высоты.
Реку пересекает виадук Сиз-Болозон.